# Ryota Watanabe
Ryota Watanabe (渡辺 亮太 Watanabe Ryota?, nacido el 11 de marzo de 1991 en Tokio) es un futbolista japonés que se desempeña como delantero.

## Trayectoria

### Clubes
| Club               | País  | Año         |
| ------------------ | ----- | ----------- |
| Ehime FC           | Japón | 2013 - 2015 |
| AC Nagano Parceiro | Japón | 2016        |
| Azul Claro Numazu  | Japón | 2017        |
| Fujieda MYFC       | Japón | 2018 -      |

## Estadística de carrera

### J. League
| Club               | Año   | J. League | J. League | Copa J. League | Copa J. League | Total | Total |
| Club               | Año   | Part.     | Goles     | Part.          | Goles          | Part. | Goles |
| ------------------ | ----- | --------- | --------- | -------------- | -------------- | ----- | ----- |
| Ehime FC           | 2013  | 24        | 1         | -              | -              | 24    | 1     |
| Ehime FC           | 2014  | 31        | 3         | -              | -              | 31    | 3     |
| Ehime FC           | 2015  | 15        | 0         | -              | -              | 15    | 0     |
| AC Nagano Parceiro | 2016  | 19        | 2         | -              | -              | 19    | 2     |
| Azul Claro Numazu  | 2017  | 26        | 3         | -              | -              | 26    | 3     |
| Total              | Total | 115       | 9         | 0              | 0              | 115   | 9     |